# أحمد الريسوني (فقيه)
أَحْمَدُ بنُ عبدِ السلامِ بنِ محمدٍ الرَّيْسُونِيُّ (ولد عام 1953) هو عضو مؤسس ورئيس الاتحاد العالمي لعلماء المسلمين حتى سنة 2022، وكان سابقًا نائب رئيسه، وعضو المجلس التنفيذي للملتقى العالمي للعلماء المسلمين، برابطة العالم الإسلامي. أمين عام سابق لجمعية خريجي الدراسات الإسلامية العليا. رئيس رابطة المستقبل الإسلامي بالمغرب (1994 ـ1996). رئيس لحركة التوحيد والإصلاح بالمغرب (1996 ـ2003) والمدير المسؤول لجريدة «التجديد» اليومية (2000 ـ2004).

## الدراسة
ولد بناحية مدينة القصر الكبير، بالمغرب·وبهذه المدينة تابع تعليمه الابتدائي والثانوي. حصل على الإجازة في الشريعة من جامعة القرويين بفاس سنة 1978 م. أتم بعدها دراسته العليا بكلية الآداب والعلوم الإنسانية «جامعة محمد الخامس» بالرباط، فحصل منها على: شهادة الدراسات الجامعية العليا سنة 1986 ودبلوم الدراسات العليا (ماجستير) سنة 1989 م ودكتوراه الدولة سنة 1992 م.

## الأعمال المهنية
عمل عدة سنوات بوزارة العدل (1973 ـ 1978) وعمل بعدا أستاذا بالتعليم الثانوي الأصيل (1978 ـ 1984) وأستاذا لعلم أصول الفقه ومقاصد الشريعة بكلية الآداب والعلوم الإنسانية ـ جامعة محمد الخامس، وبدار الحديث الحسنية ـ بالرباط، (1986 إلى سنة 2006) وكخبير أول لدى مجمع الفقه الإسلامي بجدة (معلمة القواعد الفقهية).

## الأنشطة العامة
عضو مؤسس للاتحاد العالمي لعلماء المسلمين، وعضو المكتب التنفيذي حركة التوحيد والإصلاح، وعضو سابق بمجلس أمنائه وعضو المجلس التنفيذي للملتقى العالمي للعلماء المسلمين، برابطة العالم الإسلامي. مستشار أكاديمي لدى المعهد العالمي للفكر الإسلامي وعضو برابطة علماء المغرب (قبل حلها سنة 2006). شارك في تأسيس وتسيير عدد من الجمعيات العلمية والثقافية.
انتُخِبَ في 7 نوفمبر 2018 رئيسًا للاتحاد العالمي لعلماء المسلمين، خلفًا ليوسف القرضاوي، وجاء انتخابهُ في ختام مؤتمر الجمعية العمومية للاتحاد والذي عُقد في إسطنبول، حيثُ شارك في المؤتمر السنوي 1030 عالمًا و50 جمعية إسلامية، وقد انتخب الريسوني لرئاسة الاتحاد بنسبة تصويت تجاوزت 93%.

## العمل العلمي الجامعي
- تدريس أصول الفقه ومقاصد الشريعة منذ سنة 1986.
- الإشراف على أكثر من خمسين أطروحة جامعية، أكثرها يندرج في إطار مشروع متكامل وشامل في مجال مقاصد الشريعة والفكر المقاصدي.
- المشاركة في التقويم والمناقشة لأكثر من مائة رسالة وأطروحة (ماجستير ودكتوراه).

## الإنتاج العلمي
له بحوث كثيرة منشورة في المجلات العلمية وضمن أعمال الندوات. من مؤلفاته المنشورة:
- نظرية المقاصد عند الإمام الشاطبي (ترجم إلى الفارسية، والأردية والإنجليزية).
- نظرية التقريب والتغليب وتطبيقاتها في العلوم الإسلامية.
- من أعلام الفكر المقاصدي.
- مدخل إلى مقاصد الشريعة.
- الفكر المقاصدي قواعده وفوائده.
- الاجتهاد: النص والمصلحة والواقع (ضمن سلسلة حوارات لقرن جديد)
- مقاصد المقاصد (الغايات العلميّة والعمليّة لمقاصد الشريعة)
- الأمة هي الأصل (مجموعة مقالات)
- الوقف الإسلامي، مجالاته وأبعاده (نشرته منظمة الإيسيسكو وترجم إلى الإنجليزية والفرنسية).
- الشورى في معركة البناء.
- الكليات الأساسية للشريعة الإسلامية.
- الفكر الإسلامي وقضايانا السياسية المعاصرة

## دعوته إلى الزحف نحو تيندوف
في حوار تيلفزيون لقناة «بلانكا تي في» أثارت تصريحات الريسوني الجدل وذلك بنفيه لوجود موريتانيا ودعوته للزحف اليها والى تيندوف الجزائرية. التصريحات أثارت جدلا واستهجانا في كل من موريتانيا والجزائر، أما الاتحاد العالمي للعلماء المسلمين فقد قال أن تصريحات رئيسه لا تلزم الاتحاد بل تلزم فقط شخصه.